# Ollantay

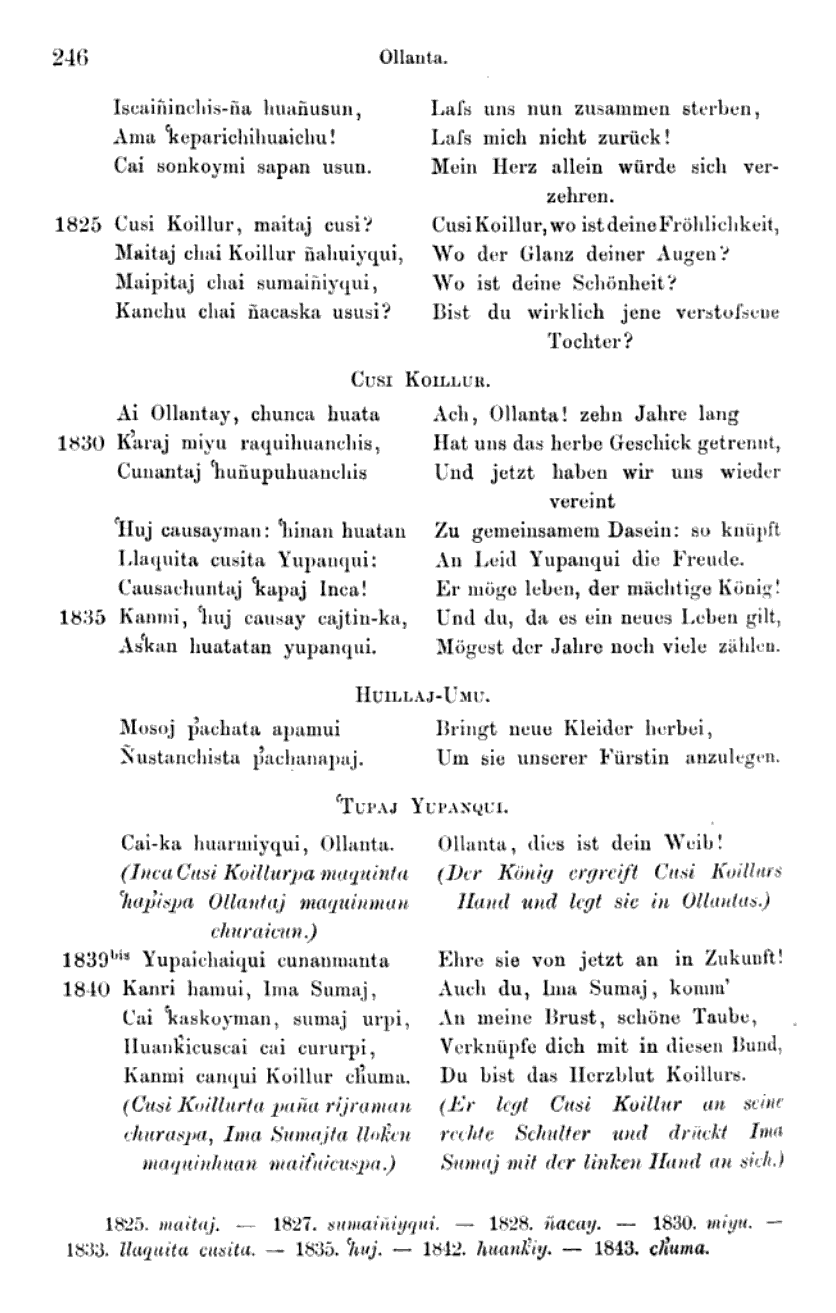
Drama Ollanta, edición de Ernst Middendorf, 1890, penúltima página

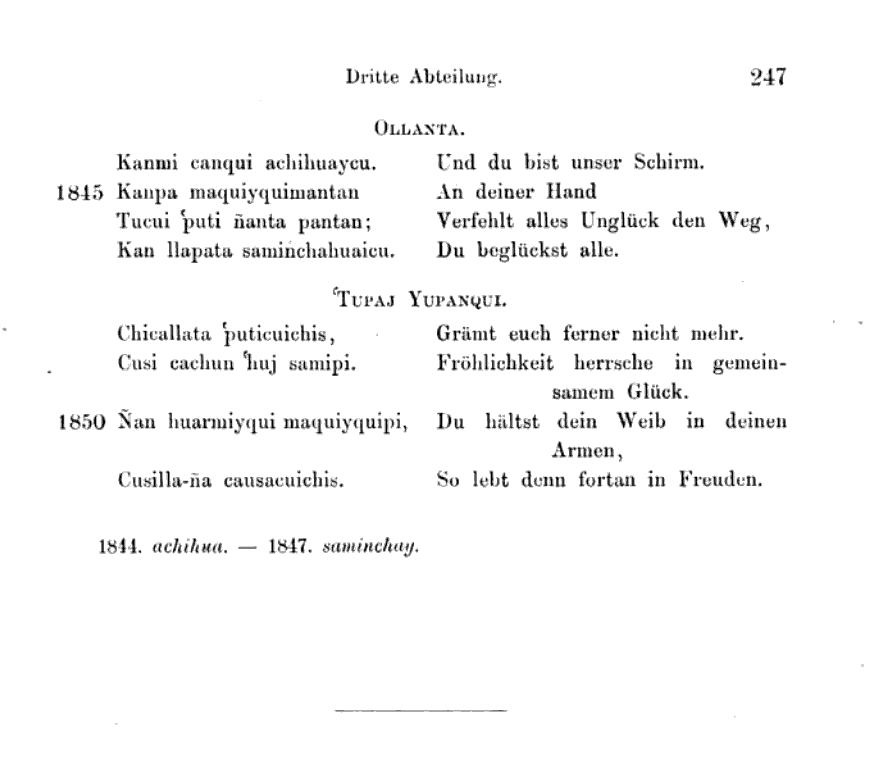
Drama Ollanta, edición de Ernst Middendorf, 1890, final

Ollantay es un drama andino escrito en quechua cuzqueño durante la época del Virreinato. Es una de las piezas más importantes de la literatura quechua escrita. Si bien sus versiones conocidas son todas virreinales, se ha propuesto que sería la versión colonial de una obra prehispánica incaica, hipótesis que no es consensual entre los investigadores.  
El manuscrito más antiguo de esta obra perteneció al sacerdote Antonio Valdez (siglo XVIII), a quien por algún tiempo se consideró su autor original; pero existen otros manuscritos divergentes que han hecho pensar en la existencia de una fuente común, de origen más remoto. La posición más aceptada actualmente es que la historia contada en el drama es de origen inca, que fue conservada durante mucho tiempo como tradición oral, hasta que en la época colonial fue adaptada para su escenificación teatral según el molde occidental, aunque continúa en el anonimato el autor o autores de tal adaptación. Fue publicado por primera vez en 1857 por Johann Jakob von Tschudi, en quechua y alemán. La primera versión en castellano apareció en Lima, en 1868, publicada por José Sebastián Barranca y subtitulada Los rigores de un padre y la generosidad de un rey; desde entonces han aparecido distintas versiones en diversos idiomas.

## Autoría
Se supuso, en un primer momento, que Antonio Valdéz, cura de Sicuani, fuera el autor del Ollantay. Así lo creyó en el siglo XIX el historiador inglés Clements R. Markham, a quien siguieron luego muchos otros, como el doctor Raúl Porras Barrenechea. Sin embargo, esta teoría obtuvo serias dificultades para mantenerse por no contar con registros documentales que avalaran tal autoría; tampoco se concilia con el hecho de que Valdés no dejara otras piezas literarias o históricas de su creación. Lo más seguro es que la labor de este cura se limitara simplemente a copiar textos antiguos que halló en La Paz o en alguna otra ciudad.
También se sospechó que el autor fuera Justo Pastor Justiniani, no obstante se comprobó que este fue un simple copista. Asimismo, en algún momento se creyó que Juan Espinoza Medrano, el Lunarejo, célebre escritor mestizo del siglo XVII, fuera su autor. Todas estas suposiciones fueron desbaratadas, en vista de no existir documentos probatorios, lo que para muchos abonaría más a favor de su procedencia inca.

## Las tres hipótesis sobre su origen
Con respecto a su origen han surgido tres posiciones: 
- Tesis incaica: La primera sostiene que el texto es auténticamente incaico, basándose en que la historia, personajes, ambientes, lenguaje, todo pertenece a la época prehispánica (o sea, antes de la llegada de los españoles). Se basa además en que la obra transcurre en un total de quince escenarios, lo que no ocurre en obra alguna del teatro español del Siglo de Oro. Esta posición ha sido defendida por intelectuales de distintas nacionalidades, como los peruanos José Sebastián Barranca, Gavino Pacheco Zegarra, el argentino Vicente Fidel López, el boliviano Jesús Lara, el español Francisco Pi y Margall, entre otros.

- Tesis hispana: La segunda posición sostiene que el texto es de origen español y escrito durante el período colonial, tesis mantenida por escritores como Ricardo Palma, Bartolomé Mitre, Arturo Oblitas, Marcelino Menéndez Pelayo. Su estructura, así como otras características de fondo, como la presencia del “gracioso”, y el acto del perdón imperial al final de la obra, de presumible influencia cristiana, harían sustentar esta procedencia occidental. Sin embargo, contra esta posición está el hecho tangible de que «graciosos» han existido en todas la literaturas, tanto de Occidente como de Oriente, y en cuanto a lo del perdón, este no era ajeno al estilo de gobernar de los incas, según se sabe de las crónicas.

- Tesis hispano-incaica: Tiempo después surgió una tercera posición, que buscaba conciliar las dos anteriores. Planteaba que el núcleo del Ollantay es de origen incaico o prehispánico, que presumiblemente era representada en forma dramática durante los días de fiesta y otras grandes solemnidades imperiales, pero que fue adaptada por escritores hispanos para su escenificación según modelo del teatro español, mediante una serie de interpolaciones con arreglo en las escenas, el lenguaje, la técnica en general, lo que debió darse desde el siglo XVI hasta culminar en la versión copiada por el padre Valdés, en el siglo XVIII. Esto lo han sostenido José de la Riva Agüero y Osma en el Perú y Ricardo Rojas en Argentina.

## Copias delOllantay
Tres son las copias principales que se conocen de esta obra: una hecha hacia 1770 por el cura Antonio Valdés, y parece ser la que se conserva en el Convento de Santo Domingo, de Cusco; y dos que se cree derivadas de esta, suscritas por el doctor Justo Pastor Justiniani y Justo Apu Sahuaraura Inca, y existentes en el Archivo General de la Nación y en la Biblioteca Nacional del Perú. A tales copias se han agregado otras tres: dos de ellas encontradas en el convento dominicano del Cusco, y la tercera publicada por Tschudi a base de un manuscrito procedente de La Paz.

## Estructura
Ollantay está escrito en verso y dividido en tres actos. Hay tolerancia en la medida y libertad en la rima. El verso predominante es el octosílabo que se alterna con el endecasílabo. En cuanto a la rima, prevalece la asonantada; aunque existen los versos blancos.

## Personajes

### Principales
- Ollántay (general del Antisuyu)
- Cusi Coyllur (Estrella Alegre, hija favorita del Inca Pachacútec y amada de Ollantay)
- Rumi Ñahui (Ojo de Piedra, general del Hanansuyu)
- Pachacútec (Inca o soberano del imperio)

Los personajes tienen caracteres bien definidos: Pachacútec encarna al Inca, ora magnánimo hasta la ternura, ora cruel hasta la vesania. Ollántay es tierno, apasionado, orgulloso y valiente; Cusi Coyllur, pese a aparecer al final de la obra, representa la hija dócil y la amante apasionada; Rumi Ñahui expresa el servilismo cortesano y la rampante astucia. (Antenor Samaniego)

### Secundarios
- Chasqui (Mensajero)
- Coya o Anahuarqui (Reina madre, esposa de Pachacútec)
- Hanqu Wallu (Olla Blanda, un noble anciano, nombrado general tras la autocoronación de Ollántay como Inca de los Antis, o pobladores del Antisuyo)
- Ima Súmac (Oh! Que bella, hija de Cusi Coyllur y Ollántay)
- Mama Qaqa (Madre Roca, gobernanta del Acllahuasi o casa de las escogidas)
- Piqui Chaqui (Pies de Pulga o Pies ligeros, criado de Ollántay, se caracteriza por darle humor al drama)
- Pitu Salla (Cortesana, tutora de Ima Súmac)
- Urqu Waranqa (Entre Montañas, general de Ollántay, su segundo al mando del ejército del Antisuyo)
- Willka Uma (Gran Brujo o Sumo Sacerdote)
- Runas (Indios)
- Llaphankuna (Coro de Yaravíes)
- Túpac Yupanqui (Inca, hijo de Pachacútec)

## Contexto histórico
Aun cuando no hay alusión a fechas o años, sí se tiene en cuenta las participaciones de los reyes incas, Pachacútec y su hijo Túpac Yupanqui. La historia, que abarca diez años, se ubicaría temporalmente entre los años 1461 y 1471, aproximadamente, siguiendo la cronología establecida por los estudiosos para el período incaico imperial. Los hechos narrados, al menos en su núcleo, pueden ser reales, aunque distorsionados posteriormente, hasta convertirse en leyenda. Las versiones de la leyenda ollantina se inician en 1776 con la referencia de un manuscrito español al "Degolladero" de piedra de Tambo y a la muerte del rebelde Ollantay ajusticiado por el Inca Huayna Cápac; el pueblo de Tambo fue después bautizado como Ollantaytambo. Lo que demostraría que el Ollantay de la vida real fue castigado en la leyenda y no perdonado como luego se innovó en el drama. Lo que no cabe duda es que gran parte de los personajes de la obra son reales, por lo que este texto, de ser originalmente incaico, debió pertenecer al wanka o drama histórico, uno de los géneros de la literatura inca, cuya existencia ha sido aseverada por el Inca Garcilaso de la Vega y otros cronistas.

## Temas

### Principal
- El amor prohibido entre un guerrero incaico, Ollántay, y una princesa de la panaca incaica, Cusi Coyllur.

### Secundarios
- La rebeldía
- El odio
- La venganza

## Argumento
El general de los ejércitos incas, Ollantay, es un guerrero de origen plebeyo que, por sus excelentes servicios, ha sido elevado a la nobleza de privilegio y al que se le han concedido numerosos premios. Pero se enamora de Cusi Coyllur (Lucero Alegre o Estrella), hija del Inca Pachacútec (El restaurador del mundo), amor prohibido, pues de acuerdo a las leyes de Imperio, nadie, salvo otro de linaje inca, puede casarse con una princesa. No obstante, Ollantay, enceguecido por el amor, se une a Cusi Coyllur, secreto que comparte la reina madre Ccoya o Anahuarqui. 
Pese a los augurios en contra que le da el Huillac Uma o sumo sacerdote, Ollantay decide pedir al Inca que apruebe formalmente su unión con Cusi Coyllur. Pachacútec le recuerda a Ollantay su origen humilde y le señala su increíble audacia de querer “subir demasiado alto”; luego, enfurecido, lo expulsa de su presencia. Cusi Coyllur es encerrada en un calabozo de la casa de mujeres escogidas o Acllahuasi, donde deberá expiar su falta; allí dará a luz una niña, fruto de su amor con Ollantay, a la cual llamará Ima Súmac (Bella Niña).
Ollantay, al enterarse de que Cusi Coyllur ya no está en el palacio de la reina madre, cree que ha sido asesinada y decide abandonar el Cuzco, junto con Piqui Chaqui (Pies ligeros), su confidente y servidor, no sin antes amenazar con volver y destruir la ciudad imperial. Se instala en la ciudad que lleva su nombre, Ollantaytambo, donde se atrinchera y se hace independiente, dispuesto a resistir con las armas a las huestes del Inca.
El Inca ordena a su general Rumi Ñahui (Ojo de Piedra) que reúna fuerzas y marche a combatir a Ollantay. Por su parte, Ollantay envía a su general Orco Huarancca (Mil Montañas) quien tiende a Rumi Ñahui una emboscada en un desfiladero, derrotándolo.  Diez años después el Inca Pachacútec muere sin haber conseguido su deseo de derrotar a Ollantay; le sucede su hijo Túpac Yupanqui (El estimado por la realeza).  
Mientras tanto, en el Acllahuasi, Cusi Coyllur tiene a su favor a una de las acllas o vírgenes del Sol, Pitu Salla, pero como fiera oponente a la dura Mama Caca (Madre Roca), la gobernante del Acllahuasi. No obstante haber pasado diez años de férrea prisión, Cusi Coyllur aún conserva alguna esperanza de salir de ella. Su hija, Ima Súmac, ha sido criada por Pitu Salla como una escogida más, pero sin enterársela nada de sus padres; la niña descubrirá por casualidad a su madre, proponiéndose desde entonces ir donde el nuevo Inca a fin de pedir clemencia para ella.
Mientras tanto, Túpac Yupanqui se propone derrotar y capturar a Ollantay, para lo cual envía a Rumi Ñahui, quien le promete rehabilitarse de su anterior derrota. Esta vez Rumi Ñahui decide emplear la astucia: se presenta ante Ollantay cubierto de heridas y pretende que así lo ha tratado el nuevo Inca; de esa manera se gana su confianza y aprovechando una fiesta nocturna, abre las puertas de Ollantaytambo para dar acceso a sus tropas, las cuales, sin ninguna resistencia, logran capturar a Ollantay, a Orco Huarancca y a otros oficiales, que son llevados al Cuzco, ante la presencia de Túpac Yupanqui. Este pregunta a sus consejeros qué debería hacer con los rebeldes. El Huillac Uma, que siempre hace de pacificador, pide clemencia; mas Rumi Ñahui pide la muerte de ellos. Túpac Yupanqui aprueba la pena capital; pero a último momento no solamente perdona a los rebeldes, sino que les confiere puestos todavía más altos. Ollantay es nombrado general mayor y lugarteniente del Inca en caso de ausencia de este por asuntos bélicos. Orco Huarancca es nombrado jefe del Antisuyo.
Pero Ollantay tendrá otra dicha más por recibir: su reencuentro con su amada Cusi Coyllur. Ello ocurre en efecto, gracias a la casualidad: Ima Súmac, desde su niñez valiente, ingresa al palacio imperial y se arrodilla ante la presencia del Inca, pidiéndole piedad para su madre, encadenada en lo más recóndito del Acllahuasi. aunque por el momento no sabe de quién se trata, el Inca se interesa por el asunto y junto con Ollantay se dirige al Acllahuasi, donde encuentran a la mujer prisionera, que más que persona les parece un espectro cubierto solo por su larga cabellera. Finalmente el Inca reconoce en ella a su hermana (lo que es una bonita anagnórisis) de cuyos labios oye su penosa historia. Entonces Túpac Yupanqui, magnánimo, la libera y allí mismo la desposa con Ollantay, terminando así, con final feliz, el drama inca.

## Publicaciones
Se han hecho numerosas publicaciones en varios idiomas, tales como el francés, el alemán, el inglés, el ruso y el castellano.
- En 1857 Johann Jakob von Tschudi hizo la primera publicación, en quechua y alemán.
- En 1868, José Sebastián Barranca, publicó otra versión en quechua y la primera en castellano.
- En 1870, José Fernández Nodal, en castellano.
- En 1871, Clements R. Markham, en inglés.
- En 1876, Constantino Carrasco hizo una adaptación en verso castellano.
- En 1878, Gavino Pacheco Zegarra publicó una versión en francés.
- En 1886, el mismo Pacheco hizo una versión en castellano, con prólogo de Francisco Pi y Margall.
- En 1890, Ernst W. Middendorf publicó una versión en alemán.
- En 1952, Bernardino Pacheco y J. M. B. Farfán, en castellano.

Ha sido incluso traducido al latín, por Hipólito Galante (1938); y al ruso por Yuri Zubritsky (1974).

## Representaciones, adaptaciones y arreglos
La representación más lejana que se recuerda es la realizada durante la revolución de Túpac Amaru II, en Tinta, hacia 1780. Se dice que el inca rebelde ordenó la escenificación de la obra con el propósito de exacerbar el orgullo de la raza nativa y estimular su lucha contra los opresores hispanos. Tras la derrota de la rebelión la representación de la obra fue prohibida y quedó sumida en el olvido. Durante la República, se montó el drama una serie de veces. Fue adaptado a la escena lírica con música de José María Valle Riestra (1900; nueva versión 1920) y libretos —para la misma versión musical— de Federico Blume y Corbacho (1900) y Luis Fernán Cisneros (1920). Posteriormente, César Miró y Sebastián Salazar Bondy arreglaron los textos de Gavino Pacheco Zegarra y José Sebastián Barranca para que la obra fuese representada por la Compañía Nacional de Comedias, según las exigencias del teatro moderno (1953). 
Fuera del Perú, la obra fue recompuesta totalmente por el argentino Ricardo Rojas, a base de una personal interpretación que convirtió a Ollantay en precursor de la libertad americana, en su tragedia titulada Un titán de los Andes, en 1939.
En el ámbito de la música académica, ha sido fuente de inspiración de la ópera Ollantay del compositor argentino Constantino Gaito, estrenada en el Teatro Colón de Buenos Aires en 1926. También, Alberto Ginastera, compuso su poema sinfónico Ollantay opus 17, dedicado al director Erich Kleiber, quien lo estrenó con la orquesta del Teatro Colón en el año 1949.

## El lenguaje
El crítico y educador Antenor Samaniego dijo con respecto al lenguaje:

«Cabe admirar en el Ollántay un lenguaje poético por excelencia. Se mezclan, en una justeza y armonía clásicas, la serenidad reflexiva al arrebato lírico, la ceremoniosa elocuencia, a la concisión del proverbio, la gravedad hierática del noble a la efusión metafórica del doliente enamorado. De este modo surge el quechua como un idioma cálido y vital, rico en imágenes, plástico al color y dúctil a la música». Jesús Lara, refiriéndose al diálogo, dice: «animado de gran vigor y realizado con singular maestría, no afloja en momento alguno y abunda en metáforas e imágenes que acrecientan a cada paso el valor de la obra».

### Obras consultadas
- Tauro del Pino, Alberto: Enciclopedia Ilustrada del Perú. Tercera Edición. Tomo 12. OJE/PEÑ. Lima, PEISA, 2001. ISBN 9972-40-161-7
- Samaniego, Antenor: Literatura. Texto y antología. Manual escolar para el 5º de instrucción secundaria. Séptima edición. Librería Arica S.A., Lima, 1964.
- Sánchez, Luis Alberto: La literatura peruana. Derrotero para una historia cultural del Perú, tomo I. Cuarta edición y definitiva. Lima, P. L. Villanueva Editor, 1975.
- Tamayo Vargas, Augusto: Manual de Literatura Peruana e Hispanoamericana. Lima, Librería Studium S.A

### Ediciones del drama Ollantay
- Pérez, Julio Calvo [ed.] (1998): Ollantay - Edición Crítica de la obra anónima Quechua [Anónimo]. Centro Bartolomé de las Casas: Cusco, Perú (original quechua y traducción castellana)
- Lara, Jesús [ed.] (1971): Ollanta - drama quechua del tiempo de los inkas [Anónimo]. Trad. por Jesús Lara. Libr. Ed. "Juventud", La Paz 1971 (original quechua y traducción castellana)